# Viru...S
《Viru...S》는 이현우의 6집 정규 음반이다.

## 수록곡
| #            | 제목                       | 작사         | 작곡                   | 편곡               | 재생 시간 |
| ------------ | -------------------------- | ------------ | ---------------------- | ------------------ | --------- |
| 1.           | 〈Intro〉 (Too Laud)       |              | 김홍순, 이도협         | 김홍순, 이도협     | 1:46      |
| 2.           | 〈닥쳐〉                   | 이현우       | 이현우, 김영진         | 김영진             | 4:37      |
| 3.           | 〈너의 의미〉              | 이현우       | 김홍순, 이현우, 이도협 | 김홍순, 이도협     | 4:45      |
| 4.           | 〈Marry Me〉               | 이현우       | 김홍순, 이현우, 이도협 | 김홍순, 이도협     | 4:16      |
| 5.           | 〈요즘 너는〉              | 이현우       | 황세준                 | 황세준             | 4:39      |
| 6.           | 〈슬픈전쟁〉               | 이현우       | 앤디 서 (Andy Suh)     | 앤디 서 (Andy Suh) | 4:50      |
| 7.           | 〈삶을 포기하려는 너에게〉 | 이현우       | 김홍순, 이현우, 이도협 | 김홍순, 이도협     | 4:13      |
| 8.           | 〈날 더이상〉              | 이현우       | 김홍순, 이현우, 이도협 | 김홍순, 이도협     | 4:45      |
| 9.           | 〈Virus〉                  | 이현우       | 이현우, 김영진         | 김영진             | 5:21      |
| 10.          | 〈정육점〉                 | 이현우       | 김홍순, 이도협         | 김홍순, 이도협     | 3:28      |
| 11.          | 〈Outro〉 (마지막 인사)    |              | 김홍순, 이도협         | 김홍순, 이도협     | 1:37      |
| 총 재생 시간 | 총 재생 시간               | 총 재생 시간 | 총 재생 시간           | 총 재생 시간       | 44:17     |

## 크레딧
- 레코딩 엔지니어: 정두석, 오현석, 임창덕
- 마스터링 엔지니어: 전훈
- 믹싱 엔지니어: 김국현
- 기획사: YBM
- 레코딩 스튜디오: Jazz Academy
- 마스터링 스튜디오: Sonic Korea
- 믹싱 스튜디오: Lead, Vibe, Bay
- 레코딩 스튜디오: Jazz Academy, Vibe, Lead, Mecca
- 음악 프로듀서: Lo-fi, 이현우 Lo-fi are 김홍순, 이도협
- 믹싱: 김국현, 임창덕, 오현석, Lo-fi, 정두석
- 마스터링 스튜디오: sonic Korea
- 엔지니어: 전훈, 채승균
- 스크래치: 정유석
- 포토그래퍼: 최재훈, 김민수 CLIP to OPEN studio
- 디자인: 강윤범, 김은주 CLIP to NEGATIVE
- 스타일리스트: 정은희
- 매니지먼트: 우광수, 박성진
- 이그제큐티브 프로듀서: 김창수